# Catherine Guy-Quint
Catherine Guy-Quint (née le 1er septembre 1949 à Poitiers) est une femme politique française, membre du Parti socialiste (PS).
Elle a été enseignante agricole (1973-1978), puis gestionnaire de bureau d'études et conseillère de formation dans le bâtiment.

## Mandats politiques
Elle a conduit la liste socialiste dans la circonscription interrégionale Massif central-Centre (Auvergne, Centre et Limousin) pour les élections européennes 2004 en France et, à ce titre, a été réélue le 13 juin 2004 au Parlement européen, après un premier mandat de 1999 à 2004.
De 1989 à 2001, elle a été maire de Cournon-d'Auvergne.
De 1992 à 1998, elle a été conseillère générale du canton de Cournon-d'Auvergne.
De 1998 à 1999, elle a été conseillère régionale d'Auvergne.
Catherine Guy-Quint fait partie du courant Socialisme et démocratie au sein du PS, proche de Dominique Strauss-Kahn.
En novembre 2008, elle s'est rendue à Vichy pour manifester contre le Sommet sur l'immigration organisé par le ministre Hortefeux.